# 발라타
발라타(이탈리아어: Vallata)는 이탈리아 캄파니아주 아벨리노도의 코무네다.